# Воздушная гитара
Воздушная гитара (англ. Air guitar) — вид искусства, состоящий из движения, в котором исполнитель делает вид, что играет на воображаемой электрогитаре, имитируя все движения настоящего гитариста. При этом возможно исполнение песни, живое или под фонограмму. Первоначально простое подражание исполнителям-гитаристам из шутки переросло в соревнование, регулярно проводящееся во многих странах мира, в итоге превратившееся в международное состязание — чемпионат мира по игре на воздушной гитаре (англ. Air Guitar World Championships).

## Чемпионат
Первые соревнования по воздушной гитаре были проведены в начале 1980-х годов в Швеции и в Соединённых Штатах. С 1996 года в рамках фестиваля Oulu Music Video Festival (Оулу, Финляндия) стал проводиться чемпионат мира по игре на воздушной гитаре — официальный мировой чемпионат.
Правила чемпионата имеют много общего с судейством в фигурном катании, где используется система баллов. В жюри часто входят выдающиеся гитаристы мира, а победители получают ценные призы.

### Победители
| - 1996 — Oikku Ylinen - 1997 — Ville Paakkari - 1998 — Juha Hippi - 1999 — Johanna Ala-Siurua | - 2000 — Markus Vainionpää - 2001 — Zac «Mr. Magnet» Monro - 2002 — Zac «Mr. Magnet» Monro - 2003 — David «C-Diddy» Jung - 2004 — Tarquin «The Tarkness» Keys - 2005 — Michael «Destroyer» Heffels - 2006 — Ochi «Dainoji» Yosuke - 2007 — Ochi «Dainoji» Yosuke - 2008 — Craig «Hot Lixx Hulahan» Billmeier - 2009 — Sylvain «Gunther Love» Quimene | - 2010 — Sylvain «Gunther Love» Quimene - 2011 — Aline «The Devil’s Niece» Westphal - 2012 — Justin «Nordic Thunder» Howard - 2013 — Eric «Mean Melin» Melin - 2014 — Nanami «Seven Seas» Nagura - 2015 — Кирилл «Your Daddy» Блюменкранц - 2016 — Matt «Airistotle» Burns - 2017 — Matt «Airistotle» Burns - 2018 — Nanami «Seven Seas» Nagura - 2019 — Rob «The Marquis» Messel - 2020 — Чемпионат не проводился из-за пандемии - 2021 — Justin «Nordic Thunder» Howard (Онлайн соревнование «Чемпион среди чемпионов») - 2022 — Кирилл «Guitarantula» Блюменкранц |

Фотогалерея
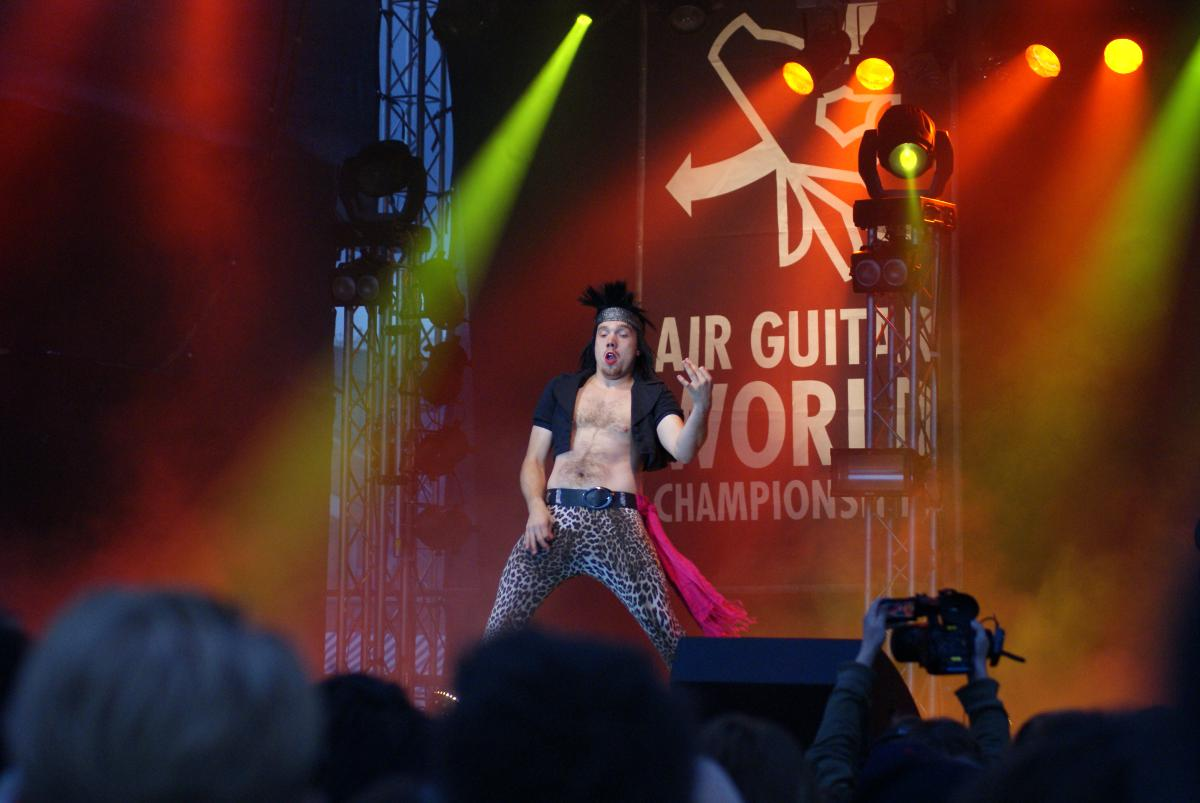
Kevin «Narvalwaker» Leloux, 2010
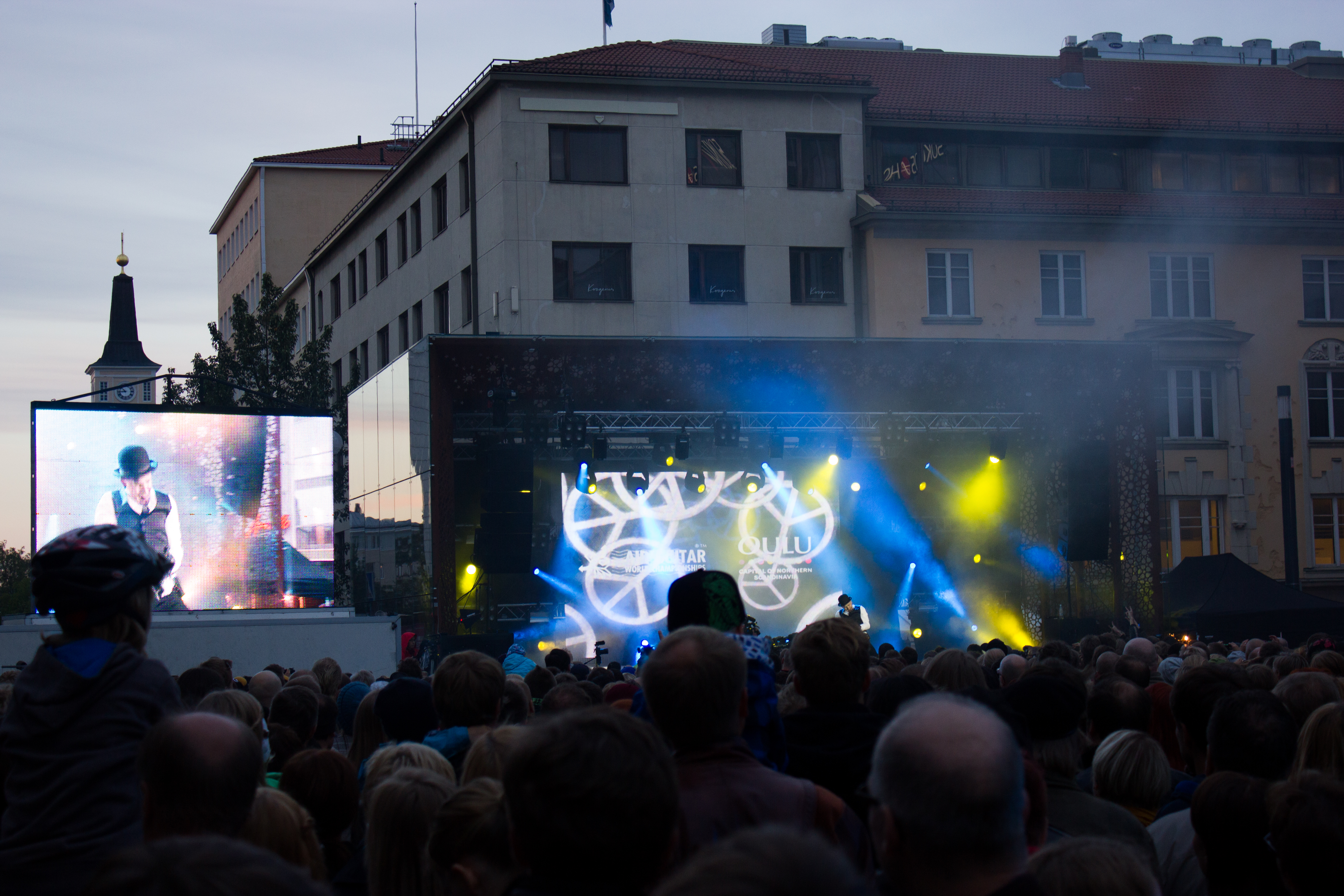
Air Guitar World Championship, 2012
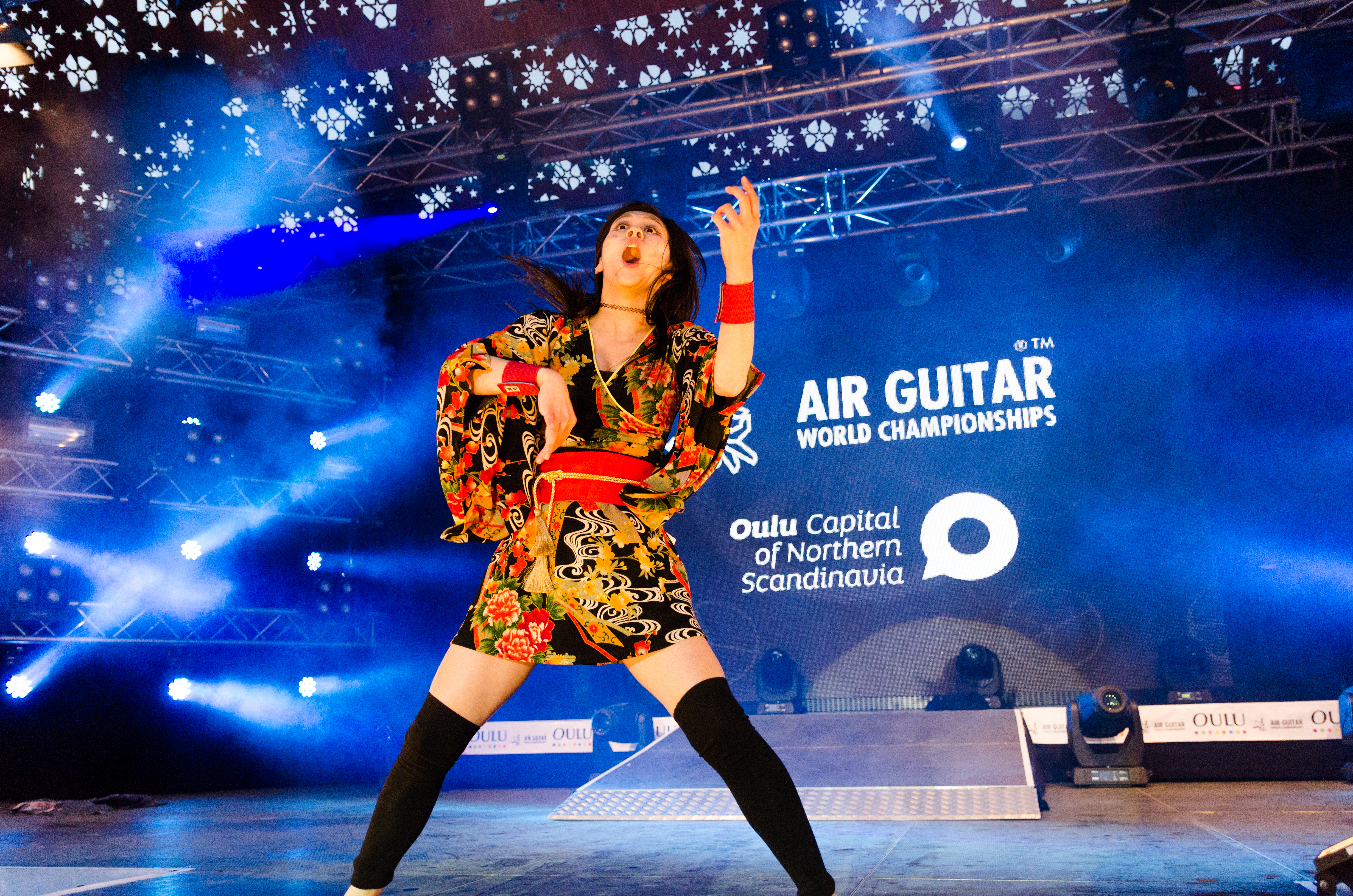
Nanami «Seven Seas» Nagura, 2014

## Инновации
К настоящему времени созданы технологические новинки от разных компаний, которые предполагают игру на воображаемой гитаре так, словно в руках у человека реальный инструмент, производящий звуки, которые зависят от движения рук в пространстве. Другими словами, не человек производит действия в воздухе под музыку, а движения рук человека вызывают музыкальные звуки. Данная технология названа Virtual Air Guitar. Пионером в этой области стали в 2005 году финны из лабораторий телекоммуникационного программного обеспечения, а также мультимедиа и акустики Хельсинкского политехнического института.
Затем о других гаджетах, издающих звук при их движении, заявили разработчики из Австралии и Голландии, выпустившие специальную одежду и игрушки. В 2007 году японская компания Tomy представила Air Guitar Pro (Guitar Rockstar) — функциональный симулятор гитары. Устройство было показано на популярном в Великобритании автомобильном шоу Top Gear с ведущим Джереми Кларксоном.
В 2008 году калифорнийская компания Jada Toys представила своё устройство Air Guitar Rocker, а в 2011 году в Сан-Франциско стартап Yobble объявил о своём продукте Air Guitar Move для iPhone и iPod Touch.